# Covid-19-protesterna i Kina 2022
En serie protester mot covid-19-låsningar började på Kinas fastland i november 2022. Protesterna började som svar på åtgärder som vidtagits av den kinesiska regeringen för att förhindra spridningen av COVID-19 i landet, inklusive implementering av en noll-COVID-politik. Missnöjet med politiken har ökat sedan pandemins början, som begränsade många människor till sina hem utan arbete och gjorde att en del inte kunde köpa eller ta emot dagliga förnödenheter.
Medan småskaliga protester började i början av november, utbröt omfattande civila oroligheter efter en brand i Ürümqi som dödade tio människor, tre månader efter en nedstängning i Xinjiang på grund av covid-19. Demonstranter krävde ett slut på regeringens noll-COVID-politik och nedstängningar, och några utvidgade sin protest mot ledningen för det kinesiska kommunistpartiet och dess generalsekreterare, Xi Jinping.

## Bakgrund

### Covid-19-nedstägningar i Kina
Sedan början av covid-19-pandemin på Kinas fastland har den kinesiska regeringen i stor utsträckning använt nedstägningar för att hantera covid-utbrott, i ett försök att implementera en noll-COVID-politik. Detta började med nedstängningen av Wuhan i januari 2020 och spred sig snart till andra städer och kommuner, inklusive Shanghai och Xinjiang. När dessa låsningar blev mer utbredda blev de längre och allt mer splittrande, vilket utlöste ökande oro och meningsskiljaktighet. I april 2022 införde den kinesiska regeringen en nedstängning i Shanghai, vilket skapade upprördhet på webbplatser för sociala medier, som Sina Weibo och WeChat; kinesiska medborgare var missnöjda med de ekonomiska effekterna av nedstängningen, såsom matbrist och oförmåga att arbeta. Detta missnöje förvärrades av rapporter om dåliga förhållanden på provisoriska sjukhus och hårda tillämpningar av karantäner. Dessa klagomål var svåra att undertrycka, trots den strikta censuren av sociala medier i Kina.
Spridningen av mer infektiösa varianter av Omicron intensifierade dessa klagomål. När dessa varianter spreds urholkades allmänhetens förtroende för den kinesiska regeringens noll-COVID-politik, vilket tyder på att nedstängningsstrategier hade blivit ineffektiva och ohållbara för den kinesiska ekonomin. Kompromisser och tvekan skapade ytterligare brist på förtroende och stöd för politiken; den 11 november tillkännagav den kinesiska regeringen nya och detaljerade riktlinjer för covid-åtgärder i ett försök att lätta på noll-COVID-politiken. Upprätthållandet av lokala myndigheter varierade stort: Shijiazhuang hävde tillfälligt de flesta restriktioner efter tillkännagivandet, medan andra städer fortsatte med strikta restriktioner, då de fruktade konsekvenserna av att lätta på restriktionerna. Efter de nya riktlinjerna inträffade ett utbrott av covid-19 i flera regioner i Kina.

### Demokratiska rörelser i Kina
Olika politiska rörelser för demokrati har vuxit fram i opposition mot det kinesiska kommunistpartiets enpartistyre. Det växande missnöjet med den kinesiska regeringens svar på covid-19 har påskyndat diskussioner om frihet och demokrati i Kina och vissa krav på att Xi Jinping ska avgå, som godkändes för en aldrig tidigare skådad tredje mandatperiod som kommunistpartiets generalsekreterare (topposition i Kina) veckor innan de omfattande protesterna började.

## Förspel: Sitong Bridge-protesten
Den 13 oktober 2022, på tröskeln till det kinesiska kommunistpartiets 20:e nationalkongress, hängde en man två anti-restriktion och pro-demokratiska banderoller på räcket på Sitong-bron i Peking. Banderollerna togs snabbt bort av den lokala polisen och omnämnanden av dem censurerades från kinesiska internet. Trots detta blev nyheterna utbredda bland den kinesiska allmänheten. Det inspirerade senare de huvudsakliga målen för de kommande protesterna. Den 26 november hade banderollernas slagord återupptagits av rikstäckande demonstranter.

## Tidiga protester: Arbetarnas krav

### Guangzhou
När nedstängningarna återvände till Guangzhou med början den 5 november 2022, marscherade invånarna i Haizhu-distriktet gatorna på natten, bröt igenom metallbarriärer och krävde ett slut på nedstängningen. Haizhu-distriktet är hem för många migrantarbetare (Mingong) från utanför provinsen, som inte kunde hitta arbete och inte kunde ha hållbara inkomster under nedstängningen. I videor som spreds på nätet kritiserade invånarna också timslånga köer för covid-tester, oförmåga att köpa färska och prisvärda produkter och bristen på stöd från lokala myndigheter.

### Zhengzhou
Sedan slutet av oktober har Foxconns megafabrik i Zhengzhou, som producerar iPhones åt Apple, hindrat arbetare från att lämna fabriken som en del av en nationell politik som kräver noll-COVID, samtidigt som man försöker hålla fabrikerna öppna och ekonomin igång. Ändå har arbetare lyckats ta sig igenom barriärer och fly hem, vilket hotar den fortsatta driften av anläggningen. I början av november spreds videor av arbetare som lämnar staden till fots för att återvända hem trots åtgärder. Som svar, i mitten av november, uppmanade lokala myndigheter runt om i landet veteraner och pensionerade tjänstemän att registrera sig som ersättningsarbetare och lovade bonusar. Statliga medier hävdar att mer än 100 000 personer hade anmält sig den 18 november.
Natten mellan den 22 och 23 november drabbade arbetare på en Foxconn-fabrik samman med säkerhetsstyrkor och poliser på grund av dålig lön och slumpmässiga covid-restriktioner. Arbetare uttryckte sina krav i videor spridda över kinesiska sociala medier och hävdade att Foxconn hade misslyckats med att tillhandahålla utlovade bonusar och lönepaket. Enligt en arbetare fick nya rekryter besked av Foxconn att de skulle få bonusarna i mars och maj 2023, långt efter det kinesiska nyåret då pengar behövdes som mest. Demonstranter anklagade också Foxconn för att inte ha separerat arbetare som hade testat positivt från andra, samtidigt som de hindrade dem från att lämna fabriken på grund av karantänåtgärder. Brottsbekämpande myndigheter filmades när de slog arbetare med batonger och metallstavar, medan arbetare kastade tillbaka föremål och välte polisfordon. På kvällen onsdagen den 23 november, som svar på protesten, erbjöd Foxconn 10 000 yuan (ungefär 14 850 SEK) och en gratisresa hem till arbetare som gick med på att säga upp sina jobb och lämna fabriken.

### Chongqing
I Chongqing filmades en man hålla ett tal i sitt bostadsområde den 24 november, där han högt proklamerade på kinesiska: "Ge mig frihet, eller ge mig döden!" till publikens jubel och applåder. När polisen försökte arrestera honom slog folkmassan emot polisen och drog bort honom, även om han till slut fortfarande blev frihetsberövad. Mannen kallades "Chongqings superman-bror" (重庆超人哥) online. Citat av honom från videon fick stor spridning trots censur, som "det finns bara en sjukdom i världen och det är att vara både fattig och inte ha frihet [...] vi har nu fått båda", med hänvisning till både nedstängningarna och höga matpriser.

## Upptrappning: Branden i Ürüqmi och reaktioner
Den 24 november dödade en brand i en byggnad i Ürümqi 10 personer och skadade 9 i ett bostadsområde som var nedstängt. Xinjiang-regionen hade redan varit i en strikt nedstängning i tre månader vid den tidpunkten. Under denna tid visade videor och bilder som cirkulerade på kinesiska sociala medier att människor inte kunde köpa grundläggande förnödenheter som mat och medicin. Människor anklagade restriktionsåtgärdena runt byggnaden i branden för att förhindra brandmän från att kunna nå byggnaden i tid, medan andra uttryckte ilska över regeringens svar, som verkade skylla på dem som lyckades fly branden. Många av de döda var uigurer, varav fem bodde i samma hushåll.
Den 25 november startade en protest i Produktions- och konstruktionskåren i Xinjiangs 104:e regemente, som domineras av hankineser, när de gick ut på gatorna som ett direkt svar på en offentlig misshandel som begåtts av sjukdomsbekämpningspersonal. En våg av protester startade snart över hela staden och krävde ett slut på de hårda nedstängningsåtgärderna, med en folkmassa utanför stadens regeringsbyggnad. Stadens generalsekreteraren tvingades hålla ett offentligt tal och lovade ett slut på nedstängningen i områden med "låg risk" senast nästa dag.

### 26 november

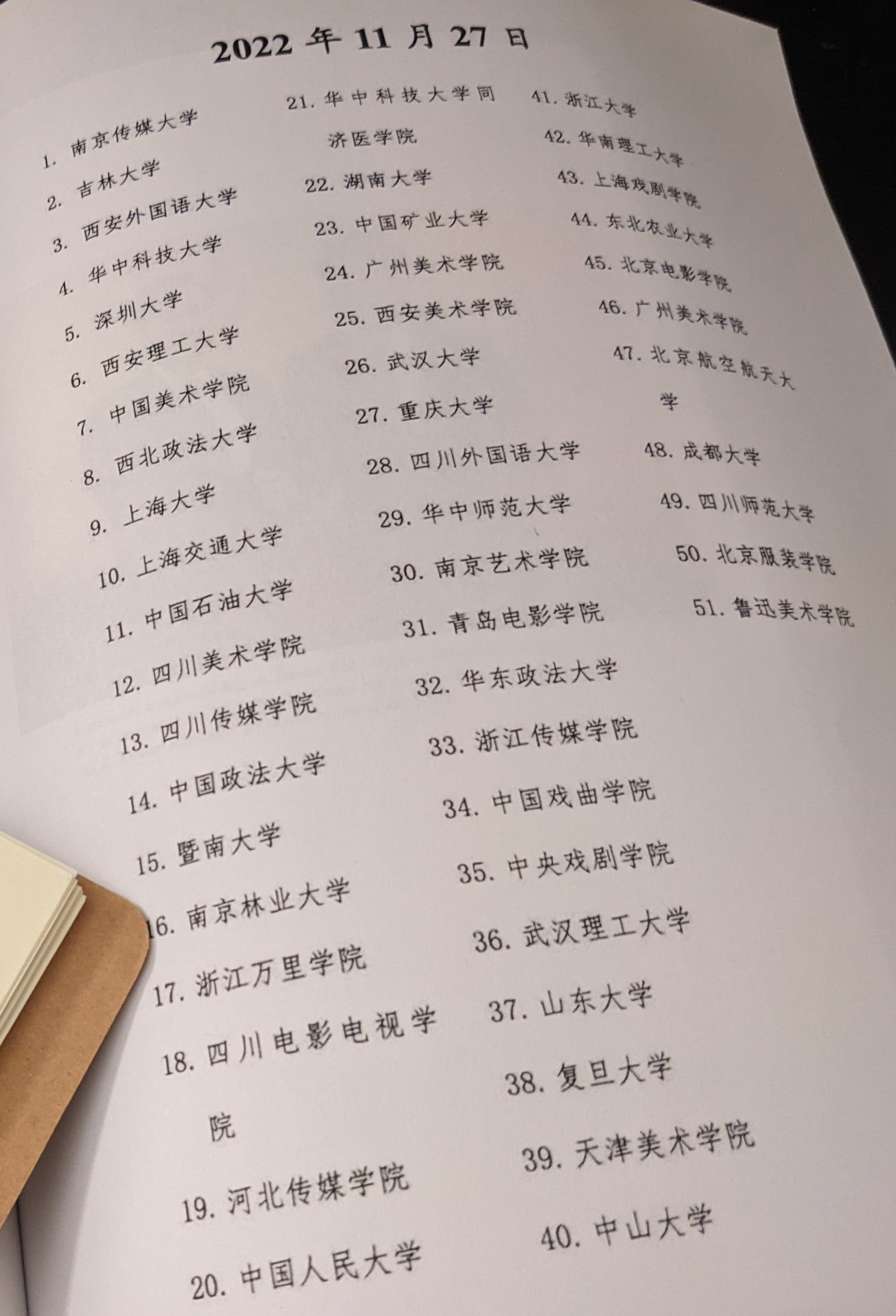
Lista cirkulerad av kinesiska studenter, inklusive 51 universitet med anti-nedstängningsdemonstrationer den 27 november.

Den 26 november hade protester och minnesmärken i solidaritet med offren för Ürümqi-branden spridit sig till stora kinesiska städer som Nanjing, Xi'an och Shanghai.

#### Nanjing
Den 26 november, i Nanjing, togs satiriska affischer mot noll-COVID-politiken bort, och i protest stod en student på trappan till Kommunikationsuniversitet i Kina, Nanjing, med ett tomt papper, tills det rycktes från henne . Därefter samlades hundratals elever på trappan med tomma pappersark för att hålla en ljusvaka för offren, med hjälp av telefonficklampor som man använde istället för ljus och höll upp tomma papperslappar med hänvisning till censuren kring händelsen. En student som deltog i protesten, som uppgav att han var från Xinjiang, talade: "Förut kände jag att jag var en fegis, men nu känner jag att jag kan stå upp. Jag talar för min hemregion, talar för de vänner som förlorade anhöriga och anhöriga i brandkatastrofen och för den avlidne". En oidentifierad man anlände för att tillrättavisa den protesterande folkmassan och sa att "en dag kommer ni att betala för allt ni gjorde idag", och studenter svarade att "staten också måste betala priset för vad den har gjort".

#### Lanzhou
Den 26 november filmade videor demonstranter i Lanzhou som förstör tält och bås för covid-19-testning. Demonstranter hävdade att de satts under nedstängning trots att det inte fanns några positiva fall i området. Tidigare i november hade ett fall i Lanzhou cirkulerat på sociala medier där en 3-årig pojke dog innan han kunde föras till sjukhuset i tid på grund av restriktionsåtgärder, vilket väckte motreaktioner och ilska på nätet.

#### Shanghai
Den största protesten den 26 november hände i Shanghai, när unga människor samlades på Ürümqi Road (乌鲁木齐中路, officiellt "Wulumuqi Rd (M)"), med hänvisning till staden där branden ägde rum. De tände ljus och lade ner blommor i sorg för offren. De höll också bitar av blankt papper över sina ansikten eller huvuden; vitt är den traditionella sorgens färg i Kina. Videor visade ramsor som öppet kritiserade kommunistpartiets generalsekreterare Xi Jinpings administration, med hundratals som skanderade "Stig ner, Xi Jinping! Gå ner, kommunistpartiet!" Videor som cirkulerar på sociala medier visar också protestanter inför polisen som skanderar slagord som "tjäna folket", "vi vill ha frihet" och "vi vill inte ha hälsokoden". Vissa människor sjöng nationalsången, "De frivilligas marsch", under protesten. Under de tidiga morgontimmarna omringade polisen plötsligt folkmassan och arresterade flera personer. Polisen använde också pepparspray för att skingra demonstranterna, gjorde arresteringar och misshandlade några demonstranter.

#### Chengdu
I Chengdu samlades folkmassor på gatorna och skanderade "Vi vill inte ha livslånga härskare. Vi vill inte ha kejsare."

#### Xi'an
En mobilupplyst vaka hölls också vid Xi'an Academy of Fine Arts, som lockade hundratals demonstranter, enligt inlägg som cirkulerade på sociala medier.

#### Korla
En video dök upp av hundratals samlade i prefekturens regeringskontor i Korla, som kallade "Lyft restriktionerna!". Liksom demonstranterna i Ürümqi verkade många av de som protesterade i Korla vara av Han-etniciteten. En tjänsteman kom ut och lovade att restriktionerna skulle lättas; han välkomnades av demonstranterna.

### 27 november

#### Shanghai

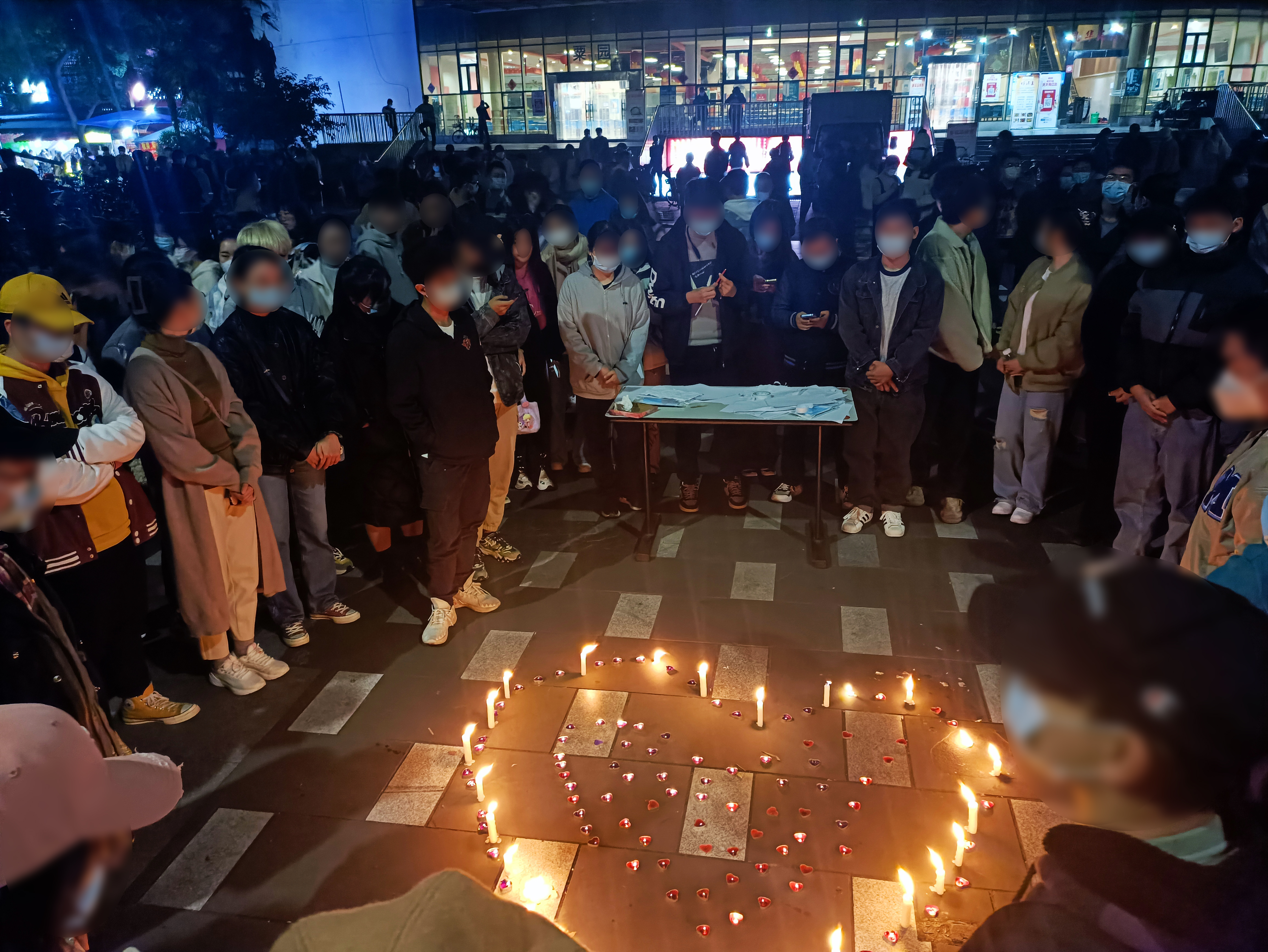
Studenter vid Southwest Jiaotong-universitetet, Chengdu, håller en ljusvaka för offren.

I Shanghai såg Associated Press några åskådare angripna av polis nära en korsning där det tidigare hade förekommit protester, även om åskådarna inte tydligt uttryckte oliktänkande. En demonstrant sa att polisen hade försökt gripa honom, men folkmassan runt honom hade dragit honom fri så att han kunde fly.
Den 27 november blev BBC News-journalisten Edward Lawrence överfallen av polisen och fängslad i flera timmar. Filmer som cirkulerade på sociala medier visade att Lawrence släpades till marken i handbojor. De svarande myndigheterna uppgav att de arresterade honom "för hans eget bästa" så att han inte skulle fånga covid-19 från folkmassan. BBC News pressteam tillrättavisade dessa påståenden som inte en trovärdig förklaring.
Ett fotografi visade sig visa att polisen tog bort Ürümqi-vägens gatuskylt senare på natten.

#### Peking
Minst 1 000 människor samlades längs Pekings tredje ringled den 27 november för att protestera mot covid-restriktioner. De skanderade "Vi är alla Shanghai-bor! Vi är alla Xinjiang-bor!". Potentiellt på grund av närheten till den politiska makten i landets huvudstad, debatterade demonstranter i Peking användningen av uttryckligen politiska slagord, som att uppmana Xi att avgå, jämfört med mer snävt motstånd mot stränga covid-kontroller, samt om man skulle kalla det en protest eller bara en vaka. Deltagare diskuterade krav som rörelsen kunde komma överens om, såsom en ursäkt för branden i Ürümqi, medan andra oroade sig över polisens infiltration av marscher, eftersom vissa demonstranter redan hade fått samtal från lokal polis.
Den 27 november höll studenter ett minnesmärke vid Tsinghuauniversitet i Peking, och bidrog till studentdemonstrationer som ägde rum på över 50 universitetsområden i hela Kina. Protesten började klockan 11:30 när några elever höll upp skyltar utanför matsalen och några hundra anslöt sig till dem. De skanderade "friheten kommer att segra" och sjöng "Internationalen". En kvinnlig student från Tsinghuauniversitetet sa i en högtalare: "Om vi inte pratar eftersom vi är rädda för att bli arresterade, tror jag att vårt folk skulle bli besvikna på oss. Som Tsinghua-student skulle jag ångra detta hela mitt liv! "
Vid Pekinguniversitetet ekade graffiti och banderoller de från Sitong-broprotesten, men demonstranter samlades inte förrän midnatt lokal tid. Vid 02-tiden var det mellan ett och tvåhundra. De sjöng "Internationalen" och skanderade tveksamt. "Nej till covid-tester, ja till frihet!" var ett av slagorden.
Senare på kvällen samlades några demonstranter i Peking på Liangmaflodens båda stränder och sjöng också "Internationalen" och "De frivilligas marsch". En anmärkte "glöm inte de som dog i Guizhou-busskraschen... glöm inte friheten", med hänvisning till en incident i september där en buss som tog lokalbefolkningen till ett covid-19-karantäncenter kraschade och dödade 27 människor. I en konfrontation mellan demonstranter och deras motståndare i Peking blev demonstranter tillsagda att inte manipuleras av utländska influenser, med en demonstrant som svarade "med utländskt inflytande menar du Marx och Engels?" och "Vi kan inte ens gå in på utländska webbplatser!" Andra i Peking skanderade slagord som stod på banderollerna från protesten från Sitongbro-protesten i oktober, som "Ta bort förrädardiktatorn Xi Jinping!"
Runt 01.00 lokal tid den 28 november kom en tjänsteman för att prata med demonstranterna vid floden. Vid 02:00-tiden marscherade polisen in och demonstranterna skingrades. Polisens närvaro fortsatte till och med den 28 november.

#### Wuhan
Hundratals människor protesterade i Wuhan den 27 november, många förstörde metallbarrikader som omgav nedstängda residensområden, välte covid-testtält och krävde ett slut på nedstängningar, medan vissa krävde Xi att avgå.

#### Hongkong
Småskaliga demonstrationer ägde rum i Hongkong i solidaritet med protesterna på det kinesiska fastlandet. Den 27 november, vid universitetet i Hong Kong, delade två studenter från fastlandet ut flygblad om branden i Ürümqi, vilket gjorde att polisen kallades in för att få hjälp, men inga arresteringar blev gjorda. Också på universitetets område samma dag höll en grupp studenter upp tomma papper.

### 28 november

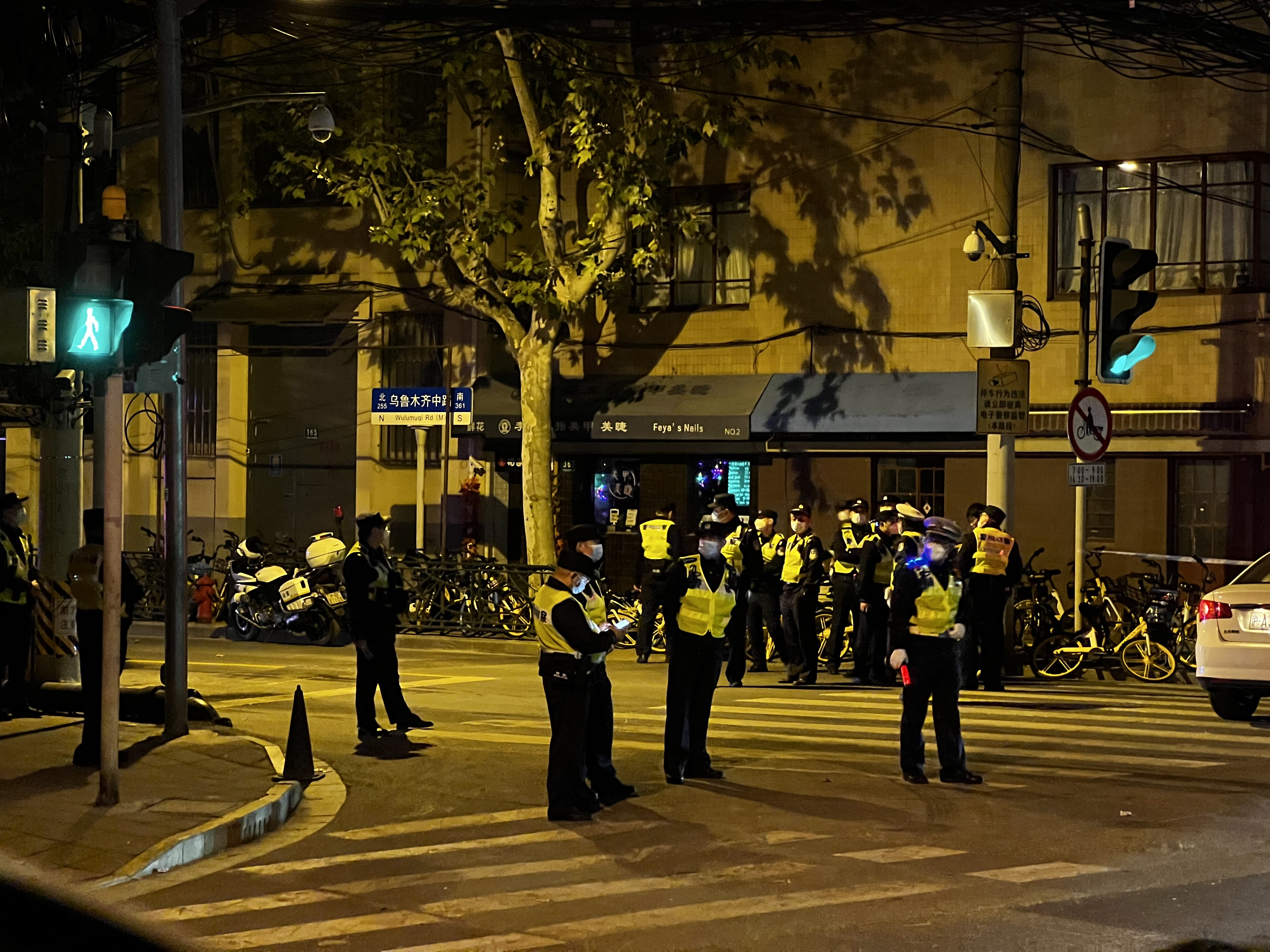
Polisbarrikad på Ürümqi-vägen. Vid ett tillfälle stod dussintals poliser axel vid axel i slutet av gatan.

I början av skolveckan skickades universitetsstudenter i Peking och Guangzhou hem, och klasser och slutprov flyttades online. Universiteten sa att de skyddade studenter från COVID-19, men samma dag hade Kina också rapporterat sin första dag-för-dag-minskning av fall sedan den 19 november.

#### Shanghai
Efter två dagars protester i Shanghai reste polisen barrikader i Ürümqi-vägen den 28 november. Senare samma kväll var polisen ute och kollade telefoner till fotgängare i Shanghai, där de specifikt instruerades att leta efter VPN, Telegram och Twitter.
Demonstranter hade planerat att samlas på Folkets torg, men en stor polisnärvaro hindrade det. Ett försök att byta plats förhindrades när polisen också kom dit först.

#### Hongkong
Över två dussin personer deltog i en demonstration i centrala Hongkong och höll också upp tomma pappersark.

#### Hangzhou
På kvällen den 28 november i Hangzhou höll hundratals medborgare en demonstration i korsningen av Hubin Yintai in77 och krävde att myndigheterna skulle släppa de fängslade demonstranterna. Ungefär samtidigt spelade en förare låten "Do You Hear the People Sing?" i bakgrunden i väntan på trafikljusen i korsningen nära shoppingdistriktet 77 och påhejades av förbipasserande.

#### Peking
Nio sovsalar stängdes vid Tsinghuauniversitetet, med positiva fall av covid-19 som skäl. Samtidigt, när Beijing Forestry-universitetet stängde, noterade administrationen att inga studenter eller anställda hade testat positivt. Tung polisnärvaro i huvudstaden hindrade demonstranter från att samlas.

### 29 november
Liksom föregående dag fanns det massor av poliser vid platserna för tidigare protester. I Shanghai barrikaderades trottoarerna på Ürümqi-vägen längs hela längden med två meter höga solida blå barrikader. Folkets torg i centrala Shanghai, där en protest hade planerats för natten, patrullerades också hårt, med polis som stoppade människor, kontrollerade mobiltelefoner och frågade om de hade installerat virtuella privata nätverk; alla utom en utgång från tunnelbanestationen hade stängts av. Övervakningstekniker som tidigare använts i Xinjiang har implementerats i flera städer. Universitetsadministrationerna svarade på demonstrationerna som hölls de föregående dagarna genom att berätta för studenterna att de kunde gå tidigt för vinteruppehållet och erbjuda gratis tåg- och flygresor för att ta dem hem.
Vid middagstid hade det varit minst 43 småskaliga protester i 22 städer. Videor visade småskaliga protester i låsta byggnader, med invånare som krävde att bli frigivna.
På sociala nätverk utanför den kinesiska regeringens kontroll planerade demonstranter hur de skulle spåra polisen, använda flera mobiltelefoner och bilda små kluster för att fortsätta protestera.
I en presskonferens som livestreamades till ett statligt mediekonto på Sina Weibo lovade kinesiska hälsomyndigheter en rättelse av åtgärder mot COVID-19. Livekommentarer från publiken inkluderade "Vi har samarbetat med er i tre år, nu är det dags att ge vår frihet tillbaka" och "Kan ni sluta filtrera våra kommentarer? Lyssna på folket, himlen kommer inte att falla ner."

#### Jinan
Videofilmer som erhållits av Reuters visade demonstranter som kämpar mot poliser och barrikader i Lixia-distriktet i Jinan, huvudstaden i Shandong-provinsen. Demonstranter gick samman och skanderade "lyft restriktionerna" när de försökte tränga sig igenom barrikader som byggts upp för att erhålla de lokala restriktionerna.

#### Guangzhou
Nya protester uppstod i Haizhu-distriktet i Guangzhou sent på kvällen den 29 november. Vittnen sa att ungefär 100 poliser samlades i distriktets by i Houjiao och arresterade minst tre av demonstranterna. Polisen bar hazmat-dräkter och höll kravallsköldar för att skydda sig mot spillror när de försökte begränsa demonstrationen. Barriärer revs, folkmassan kastade föremål, möjligen glasflaskor, och tårgas användes. Lokala myndigheter uppgav senare att företag skulle få öppna igen och att nedstängningen skulle lättas. Andra stadsdelar i Guangzhou ställde också in masstester och lättade på nedstängningarna.

### 30 november
Hundratals statliga skåpbilar, stadsjeepar och pansarfordon parkerades längs stadens gator; polis och paramilitära styrkor fortsatte att slumpmässigt kontrollera medborgarnas ID och mobiltelefoner, letade efter utländska appar, foton av protesterna eller andra bevis på att människor hade deltagit. Omnämnanden på nätet om protesterna fortsatte att raderas.
Efter kommunistpartiets förre generalsekreterare Jiang Zemins död samma dag klockan 12:13 lokal tid, flyttade censurerna för att begränsa Weibo-kommentarer relaterade till hans död, eftersom vissa Weibo-användare hade börjat jämföra hans presidentskap med den nuvarande administrationen, i tunn beslöjad kritik mot kommunistpartiets nuvarande generalsekreterare Xi Jinping. Vissa demonstranter på Telegram-grupper nämnde hans död som ett tillfälle att samlas till hans ära och ventilera ilska mot regeringens politik.

### Utomlands

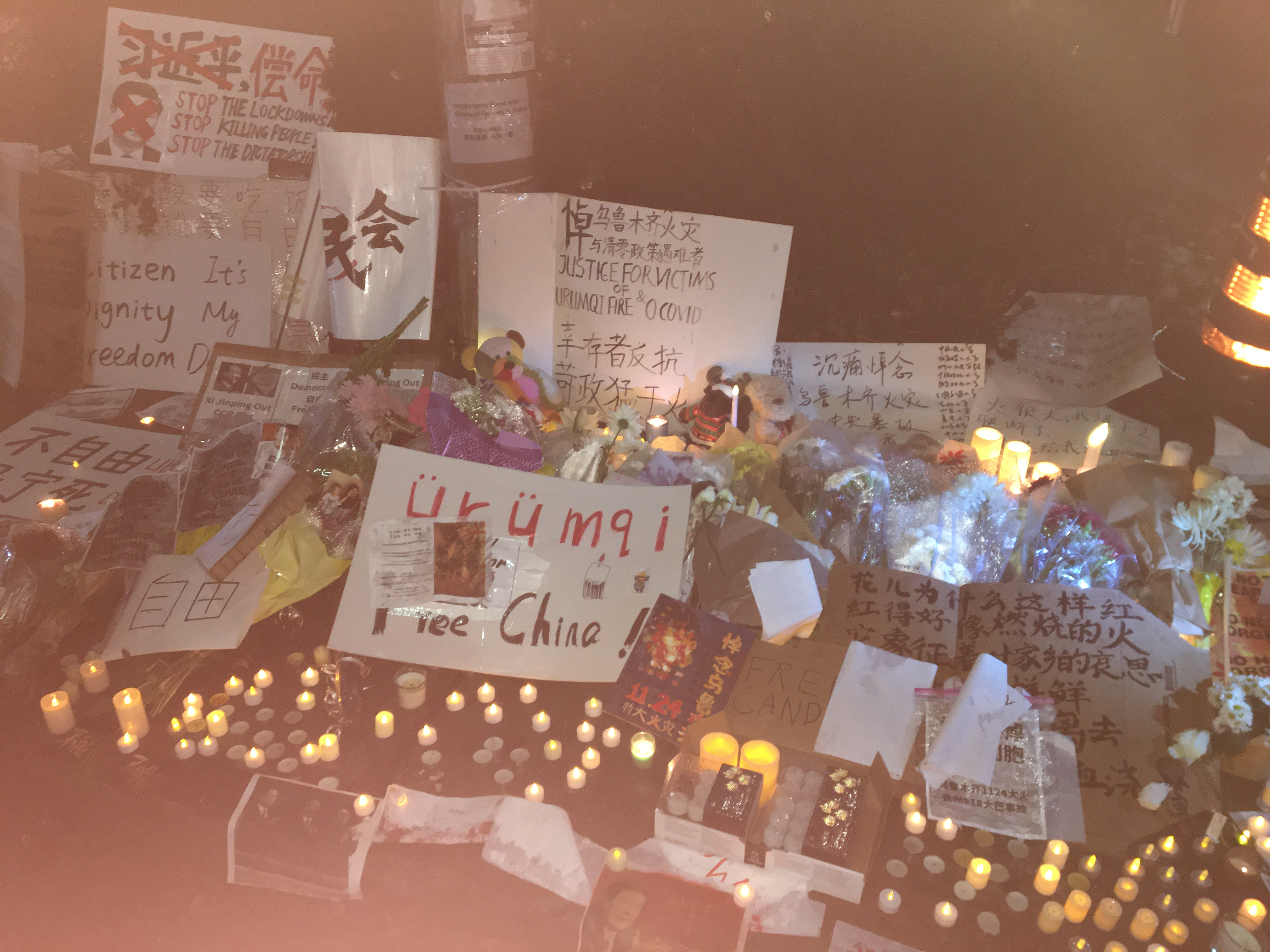
Vaka utanför det kinesiska konsulatet i Toronto, Kanada, den 27 november.

En vaka med mellan 80 och 100 personer hölls den 27 november på Frihetstorget i Taipei, Taiwan, i solidaritet med protesterna i Kina. Bland talarna fanns Wang Dan och Zhou Fengsuo, aktivister som deltog i protesterna på Himmelska fridens torg 1989.
Protester och vakor har också ägt rum i andra städer, inklusive Tokyo, London, Brisbane, Paris och Amsterdam. En medlem av e-sportorganisationen Alliance sattes under utredning efter att hon arrangerat en soloprotest utanför den kinesiska ambassaden i Tanglin, Singapore.
I USA, den största mottagaren av kinesiska utländska studenter, har vakor ägt rum vid en mängd olika universitet, inklusive Yale University, Stanford University och Harvard University. Den 29 november ägde vakor även rum utanför kinesiska diplomatiska beskickningar i USA, med cirka 400 personer som deltog i en vaka utanför det kinesiska konsulatet i New York City och cirka 200 utanför det kinesiska konsulatet i Chicago.

## Censur och motstånd
Sändningarna av fotbolls-VM 2022 i Kina visade scener av åskådare i Qatar utan covid-19-restriktioner, trots att den kinesiska statliga sändaren CCTV klippte närbilder av den masklösa publiken och ersatte dem med bilder av spelarna, funktionärerna eller arenor. Den 22 november gick ett inlägg på sociala medier, med titeln Ten Questions, viralt på WeChat och ställde den retoriska frågan om Qatar var "på en annan planet" för att ha minimala åtgärder för kontroll av COVID-19. Inlägget togs snart ner, men inte innan arkiv kunde göras utanför kinesiska internet.
Internetcensurer censurerade bilderna och videorna som cirkulerade på sociala medier, men sedan började de cirkulera på Twitter, som har blockerats av den stora brandväggen i Kina. Kinesiska medborgare spred videor och information om protesterna även i kinesiska sociala medier, ofta runt censorer på kreativa sätt. Harmlösa ord upprepades flera gånger för att bilda meningar för att uttrycka missnöje, som "bra bra bra bra bra bra bra". För att undvika censur använde demonstranter tomma papper, graffiti och till och med matematiska ekvationer för att uttrycka sitt missnöje. Vid demonstrationen vid Tsinghua-universitetet i Peking den 27 november användes Friedmans ekvationer, kosmologiska uttryck som uppskattar universums expansionshastighet, för att antyda, enligt vissa observatörer, det oundvikliga i att landet "öppnar sig" precis som kosmos , medan andra avkodade meddelandet som en lek med fysikerns efternamn, som är en nästan homofon för "fri man", "frigiven man" eller "frihet". Senare på kvällen började demonstranter nära Liangma-bron att sjunga ironiskt, "Jag vill göra covid-tester! Jag vill skanna min hälsokod!", vilket stimulerade Weibo-användare att använda liknande fraser för att undvika censur. Ett videoklipp av Xi Jinpings egna tal användes också i protest, med folk som citerade hans uttalande "nu är det kinesiska folket organiserat och ska inte pysslas med" för att undvika censur och uttrycka missnöje. Demonstranter har också antagit frasen "bananskal, räkmossa" i onlinediskussioner eftersom "bananskal" har samma kinesiska pinyin-initialer som "Xi Jinping" och "räkmossa" är en homofon av "trappa ner" på mandarinkinesiska, om än med olika toner.
På Twitter, där kinesiska myndigheter saknar förmågan att censurera protestbilder för dem som har kringgått den stora brandväggen, översvämmades kinesiskspråkiga hashtaggar för städer med aktiva demonstrationer av spam från både nya och länge vilande konton som misstänks vara regeringsstyrda.

### Regeringsvänliga responser
Regeringsvänliga kommentatorer i sociala medier framställde demonstranter som omedvetna brickor av "västerländska agenter" och som anhängare av Hongkongs prodemokratiska rörelse. De karakteriserade protesterna som att "röra upp problem [på] det typiska färgrevolutionära sättet". Demonstranter fördömdes också för att "använda sin värsta illvilja för att hetsa upp medlemmar av allmänheten som inte förstår deras sanna natur - särskilt universitetsstudenter och intellektuella vars huvuden är fyllda med västerländska idéer - att gå med".

### Symbolism kring tomma papper
Tomma pappersark i A4-storlek blev en symbol för protesterna, där demonstranter vid Tsinghua-universitetet visade tomma A4-papper för att representera censur i Kina. Demonstranter har också burit vita blommor, stående med papper eller blommor i korsningar. En demonstrant i Peking sa att hon och hennes man hade varit bland de första som anlände till protesten vid floden den 27 november och att de inte hade varit säker på om någon av människorna i området först var demonstranter, men när de såg att hon bar en blankt papper kom de fram och samlades med henne.
Kinesiska diasporasamhällen främjade termerna "vitpappersrevolution" och "A4-revolution" på sociala medier för att beskriva protesterna. Den 28 november hade inlägg som innehöll tomma papper, ofarliga meningar och Friedmans ekvationer (fysiker vars namn låter som "frigiven man" eller "frihet") tagits bort från kinesiska sociala medieplattformar.

## Reaktioner

### Kina
Kina utrikesdepartements talesperson Zhao Lijian sa vid en vanlig presskonferens att "På sociala medier finns det krafter med baktankar som relaterar denna brand med det lokala svaret på covid-19", och "Vi tror att med ledningen för det kinesiska kommunistpartiet och stöd från det kinesiska folket, kommer vår kamp mot covid-19 att bli framgångsrik." Angående fallet med BBC News-journalisten Edward Lawrence som blev överfallen och kortvarigt fängslad i Shanghai, uppgav han att han var medveten om situationen, men hävdade att den berodde på Lawrences misslyckande med att identifiera sig själv ordentligt.

### Hongkong
Hongkongs säkerhetsminister Chris Tang hävdade att demonstranter i solidaritet med protesterna på fastlandet försökte "uppvigla [andra] att rikta in sig på de centrala myndigheterna", och att aktiviteterna som hölls var "inte slumpmässiga" och var "högt organiserade", samtidigt som de hävdade att några individer som var "aktiva i protesterna 2019 till 2020" deltog också i händelserna.

### Internationellt

#### Länder
- Kanada: Premiärminister Justin Trudeau uttryckte sitt stöd för yttrandefriheten i Kina.[101][102]
- Tyskland: Tysklands president Frank-Walter Steinmeier bad kinesiska myndigheter att "respektera" demonstranternas frihet och att han "förstår varför folk vill uttrycka sin otålighet och klagomål". Han sa att han hoppas att de kinesiska myndigheterna skulle respektera demonstranternas rättigheter till yttrandefrihet och demonstrationsfrihet, och att protesterna skulle förbli fredliga.[103] Den tyska regeringens talesperson Steffen Hebestreit föreslog att den kinesiska regeringen skulle ta itu med sin strikta covid-nedstängningspolitik genom att administrera västerländska mRNA-vacciner, som Tyskland och Europa hade "mycket goda erfarenheter av" och hade tillåtit de flesta länder att lätta på covid-restriktioner.[104]
- Taiwan: Republiken Kinas (Taiwan) råd för fastlandsfrågor uppmanade Kina att behandla demonstranter fredligt och rationellt och att gradvis luckra upp covid-restriktioner.[105] Det demokratiska progressiva partiet uppmanade regeringen att aktivt lyssna och svara på folkets krav.[106]
- Storbritannien:Som svar på gripandet av BBC-journalisten Edward Lawrence beskrev Storbritanniens premiärminister Rishi Sunak det som "chockerande och oacceptabelt" och att Kina rörde sig mot "ännu större auktoritärism"[107][108] Den brittiske utrikesministern James Cleverly kallade händelsen "djupt oroande" och det var "tydligt" att folket i Kina var "djupt olyckliga" över covid-restriktionerna.[109][110] Näringsminister Grant Shapps sa att det "absolut inte fanns någon som helst ursäkt" för att journalister som täckte protesterna skulle attackeras av polisen.[111]
- USA: Biden-administrationen, via USA:s nationella säkerhetsråds talesman John Kirby, uttryckte stöd för protesterna och att president Biden informerades om situationen.[112][113][114] Den amerikanska ambassaden i Peking sa att ambassadör Nick Burns hade tagit upp oron direkt med högt uppsatta kinesiska tjänstemän. Ambassaden uppmuntrade amerikanska medborgare att ha 14 dagars försörjning av vatten, mat och mediciner för sitt hushåll.[115][116][117] Flera republikanska politiker kritiserade Biden-administrationens svar som "svagt" och "ynkligt" och för att inte "stå upp mot kommunistpartiet och stå i solidaritet med det kinesiska folket".[107] Enligt Politico och The New York Times skulle ett mer kraftfullt svar från Biden-administrationen ha gett den kinesiska regeringen mer anledning att avleda uppmärksamheten från demonstranternas krav genom att påstå utländsk inblandning i protesterna.[116][112] Den 1 december sade presidentens chefsrådgivare, Dr. Anthony Fauci, att Kinas nedstängningar var "drakoniska" och saknade ett försvarligt slutspel för folkhälsan. Han tillade att Kina istället borde fokusera på att förbättra den låga vaccinationsnivån bland sin äldre befolkning.[118]

#### Internationella organisationer
- EU: En talesperson för EU:s utrikespolitik sa att EU följer protesterna noga utan ytterligare kommentarer. [119]
- FN: Jeremy Laurence, talesperson för FN:s kontor för mänskliga rättigheter, uppmanade kinesiska myndigheter att respektera rätten till fredlig protest och att demonstranter inte ska arresteras för att de utövat den rätten.[110]